# Sundby (Ekerö)
Pour les articles homonymes, voir Sundby.
Sundby est une localité de Suède dans la commune d'Ekerö située dans le comté de Stockholm.
Sa population était de 460 habitants en 2019.